# 12291 Gohnaumann
12291 Gohnaumann è un asteroide della fascia principale. Scoperto nel 1991, presenta un'orbita caratterizzata da un semiasse maggiore pari a 3,2296364 UA e da un'eccentricità di 0,0674646, inclinata di 7,15290° rispetto all'eclittica.